# Rudi Ghedini
Rudi Ghedini (San Giorgio di Piano, 31 ottobre 1959) è uno scrittore italiano.

## Biografia
Vive a Bologna dall'età di vent'anni, dopo la laurea in Scienze politiche, dal 1984 al 1990 lavora come funzionario del PCI e poi presso la redazione de l'Unità. Dal 1987 al 1990 e dal '90 al 1995 è consigliere al Comune di Bologna. Dal 1998 al 2016 lavora presso l'Assemblea legislativa dell'Emilia-Romagna, e in seguito presso l'Agenzia regionale di Protezione civile. 
Selezionato per l'edizione di Barcellona 1987 della Biennale dei giovani artisti dell'Europa mediterranea, ha scritto e prodotto due film documentari: Mai più - presentato al Torino Film Festival 1997 - a dieci anni dall'incidente sul lavoro a bordo della Elisabetta Montanari, ferma per riparazioni nel porto di Ravenna; Bologna Novantanove - presentato a OffiCinema 2004 - su ciò che ha preparato una delle più simboliche sconfitte della Sinistra. Ha collaborato alla sceneggiatura di Javier Zanetti capitano di Buenos Aires, uscito nelle sale cinematografiche nel 2015. Insieme a Luca Carmignani e Luca Tronchetti, è l'autore della biografia Simoni si nasce. Tre vite per il calcio, uscita nel novembre 2016 per Goalbook. 
Nei primi anni Novanta, è stato fra i promotori di due piccole riviste di politica e letteratura, Opposizioni e Nunatak. Dal 1995 al 2003 è stato direttore editoriale di Zero in condotta. Ha scritto per Rendiconti (rivista letteraria diretta da Roberto Roversi), Linea Bianca, il magazine on-line Pickwick.it, il settimanale Carta, il Guerin Sportivo, e pubblicato vari interventi su Le Monde diplomatique. La sua ultima pubblicazione ha per titolo Rivincite, ed è una narrazione all'incrocio fra sport, storia e politica.

## Libri
- Semifinale (Theoria, 1999)
- Guazzaloca 50.69% Perché Bologna ha perso la Sinistra (Luca Sossella, 1999)
- Bye Bye Bologna. Cronaca irriguardosa della fine di un simbolo (Punto Rosso, 2002)
- Sarti Burgnich e Facchetti... Pura poesia in movimento (Fratelli Frilli, 2004)
- Il Cavaliere a due punte (Fratelli Frilli, 2004)
- Andrea Pazienza. I segni di una resa invincibile (Bradipolibri, 2005)
- Confessioni di un interista ottimista (Limina, 2006)
- Nel buio di una nave (Bradipolibri, 2007)
- Il compagno Tommie Smith e altre storie di sport e politica (Malatempora, 2008)
- Simoni si nasce. Tre vite per il calcio (Goalbook, 2016)
- Rivincite. Lo sport che scrive la storia (Paginauno, 2018)

## Raccolte
- Basta perdere (Limina, 2003)
- Enokiller (Morganti, 2005)
- La Russia di Sochi (e-book, 2014)
- Gol Mondiali (Edizioni inContropiede, 2014)